# لوکا گواستینی
لوکا گواستینی (ایتالیایی: Luca Guastini؛ زادهٔ ۹ مارس ۱۹۸۲) هنرپیشه اهل ایتالیا است.
از فیلم‌هایی که وی در آن‌ها نقش داشته است، می‌توان به برون‌رفت: یک روایت شخصی اشاره نمود.